# Зомби одним планом!
«Зомби одним планом!» (яп. カメラを止めるな!) — японская зомби-комедия, снятая в 2017 году режиссёром и сценаристом Синъитиро Уэда. Фильм повествует о команде актёров и режиссёров, которым поручено снять зомби-фильм для прямого телевизионного эфира, причём сделать это нужно одним дублем.
Снятый с небольшим бюджетом в 3 миллиона иен (25 000 долларов), и малоизвестным актёрским составом, фильм показывался в Японии в небольшом кинотеатре в течение шести дней. После международного успеха на кинофестивале в Удине фильм получил более широкую известность, и последующий повторный прокат в Японии. Собрав 27 935 711 долларов США (3,12 млрд иен) в Японии и 30,5 млн долларов США по всему миру, вошёл в историю кассовых сборов — заработав в тысячу раз больше своего бюджета. Фильм также получил признание критиков, которые отметили его оригинальность, сценарий и юмор.

## Сюжет
В первой части фильма съёмочная группа снимает малобюджетный фильм про зомби. Режиссёр Хигураши, сталкиваясь с финансовыми издержками и разочарованием в работе актёров, проводит мистический ритуал, оживляя настоящих зомби. Вскоре зомби нападают на съёмочную группу, и она пытается спастись от своих коллег, пополнивших ряды нежити.
Во второй части фильма представлен флэшбэк, рассказывающий о личной жизни актёров и членов съёмочной группы. Режиссёр Такаюки Хигураши получает предложение снять фильм для нового канала Zombie Channel. Также стало известно, что «One Cut of the Dead» это живое шоу, поэтому пересъёмки или задержки невозможны.
В третьей части показаны хаотичные съёмки из-за кулис. Ряд непредвиденных событий и импровизаций создают комическую обстановку. Несмотря на все трудности съёмка завершается успешно.
В финале фильма демонстрируются кадры другой съёмочной группы, снимающей события первой части, раскрывая некоторые технические хитрости и успешный исход съёмок.

## Актёрский состав
- Такаюки Хамацу в роли Такаюки Хигураси
- Юдзуки Акияма[англ.] в роли Аики Мацумото / Тинацу
- Кадзуаки Нагая в роли Кадзуаки Камия / Ко / Кен
- Харуми Сюхама в роли Харуми Хигураси / Нао
- Манабу Хосои в роли Манабу Хосоды
- Хироси Итихара в роли Хироси Яманоути
- Сюнтаро Ямазаки в роли Сюнсукэ Ямагоэ
- Синъитиро Осава в роли Синъитиро Фурусавы
- Ёсико Такэхара (Донгури) в роли Ёсико Сасахары
- Сакина Асамори в роли Саки Мацуура
- Мики Ёсида в роли Мики Ёсино
- Аяна Года в роли Аяны Курихары
- Мао в роли Мао Хигураси

## Ремейк
Ремейк на французском языке под названием «Убойный монтаж», режиссера Мишеля Хазанавичуса с Роменом Дюрисом и Беренис Бежо в главных ролях, начал сниматься в апреле 2021 года. Он был показан в качестве фильма открытия Каннского кинофестиваля 2022 года.